# Idaea suaveolaria
Idaea suaveolaria är en fjärilsart som beskrevs av Fuchs 1902. Idaea suaveolaria ingår i släktet Idaea och familjen mätare. Inga underarter finns listade i Catalogue of Life.